# Градски канал (Потсдам)
Градският канал (на немски: Stadtkanalе) е исторически воден път в Потсдам (Германия). Създаден е през 1673 г. като дренажен ров в посока река Хафел, а през 1722 г. е разширен от пруския крал Фридрих Вилхелм I по образец на холандските канали. След засипването на канала между 1962 и 1965 г., отделни участъци биват разкопани и реконструирани от 1999 г. насам.

## История
В края на 12-ти век в Потсдам са създадени първите дренажни ровове. През 1673 г. курфюрст Фридрих Вилхелм изгражда нов градски ров. Той служи за отводняване на земята за застрояване с проектите на курфюрста в Потсдам. Курфюрст Фридрих Вилхелм бил издигнал Потсдам в своя втора резиденция след Берлин през 1660 г. и сега планирал изграждането на Градския дворец в Потсдам заедно с Градината за наслада, както и първите разширения на града, който по това време наброявал едва 200 къщи. Градският ров заобикалял северните части на града и свързвал река Хафел с езерцето Фаулер зее, което се намирало на мястото на създадения по-късно площад „Вилхелмплац“ (днес: Площад на единството).
През 1722 г. по искане на Фридрих Вилхелм I ровът е заравнен и направен още по-дълбок. Следвайки примера на холандските канали, той е бил предназначен за отводняване на земята за застрояване в рамките на първото мащабно бароково градско разширение на Потсдам. Коритото на канала било снабдено с дъбова ламперия. Дървените мостове над рова били оборудвани със сгъваеми конструкции. Каналът се оказа изключително полезен при доставките по вода на строителни материали необходими за мащабните строителни дейности по изграждането на новия квартал. По този начин бил отводнен и теренът на „Басейновия площад“.
Синът и наследник на Фридрих Вилхелм I – Фридрих Велики – разкрасява канала с изкуство, покрива го с облицовка от пясъчник, изгражда пищни железни парапети и създава девет каменни моста.
Още през 1809 г. местните жители се оплакват от лоша миризма и настояват Градския канал да бъде засипан. Части от притоците са били засипани още през 1889 г.
След разрушенията през Втората световна война първоначално се започва с обновяването на градския канал и мостовете. През 1952 г. са възобновени пясъчникът и подестите на канала, както и скулптурите по мостовете. Въпреки това, във връзка с преустройството на центъра на Потсдам през комунистическата епоха, градският съвет на Потсдам решава през 1962 г. да засипе канала, което се извършва до 1965 г. Последният останал мост – „Широкият мост“ (Breite Brücke) – е съборен през 1971 г.

## Трасе
Градският канал се захранвал от р. Хафел и минавал през центъра на Потсдам и се вливал обратно в р. Хафел. Той имал обща дължина от 1840 метра.
Едва когато курфюрст Фридрих Вилхелм I определя Потсдам за резидентен град наред с Берлин през 1660 г., градът започна да се развива и разширява. Фридрих Вилхелм възлага на Филип де Киз да построи Градски дворец по холандски образци. Между двореца и брега на р. Хафел той изгражда Градина за наслада, подредена по холандския модел в шахматна система и така се започнало първото разширяване на града.

## Възстановяване
След като първите дейности по разкопаването на Градския канал символично започват през 1990 г. от будни граждани на Потсдам, от 1999 г. насам в тази насока започва да взема участие също така и градската управа. По това време е възстановен първият участък в района на улица Йоркщрасе (Yorckstraße). През 2001 г. се състои откриването на възстановения мост „Ладенбергбрюке“ по повод Федералното градинско изложение в Потсдам. Отсечката обаче си стои предимно без вода, тъй като липсва връзка с река Хафел.
Оттогава насам, на откритата отсечка от канала на ул. Йоркщрасе, която само от време на време се пълни с вода, се провежда ежегодното спортно мероприятие „Спринт с кану по канала“, което се е превърнало в популярен спортен спектакъл в Потсдам.
През март 2009 г. са започнати строителните дейности по втория участък, в района на моста „Келерторбрюке“ (Kellertorbrücke), а през юли 2011 г. връзката с река Хафел е възстановена. Оттогава насам този участък е трайно запълнен с вода. От 2015 г. насам Асоциацията за насърчаване на реконструкцията на историческия канал води кампания за финансиране за разкопаването на останалите участъци от канала, които са с дължина общо 170 метра, стигайки до улица Берлинер Щрасе (Berliner Straße).
Дългосрочният план е цялостно възстановяване на целия канал. Асоциацията се финансира от части чрез дарения. Тя предлага например символично да се „придобият“ чугунени парапети, които да бъдат гравирани с името на дарителя и след това да бъдат използвани при възстановителните работи по канала. Същата цел преследва и Асоциацията за строежа на Градския канал 1722 г., която се стреми към цялостното възстановяване на канала.

От встъпването на кмета Майк Шуберт в длъжност през 2018 г., градската администрация на Потсдам възнамерява да засили усилията си за възстановяването на канала. Предвижда се, гражданите да бъдат насърчени да вземат по-активна роля при планирането на проекта. През февруари 2020 г. съоснователят на SAP и меценат – Хасо Платнер –, който живее от години в Потсдам и се ангажира за възстановяването на историческия лик на града, обявява подкрепата си за реконструкцията на градския канал.